# Limnophila pilosipennis
Limnophila pilosipennis là một loài ruồi trong họ Limoniidae. Chúng phân bố ở miền Australasia.